# Mapania meditensis
Mapania meditensis är en halvgräsart som beskrevs av David Alan Simpson. Mapania meditensis ingår i släktet Mapania och familjen halvgräs. Inga underarter finns listade i Catalogue of Life.